# الیسون بری
الیسون بری (به انگلیسی: Alison Brie) (زاده ۲۹ دسامبر ۱۹۸۲) یک بازیگر، سینما و تلویزیون آمریکایی است که بیشتر بخاطر ایفای نقش در برنامه‌های تلویزیونی اجتماع (مجموعه تلویزیونی) و بوجک هورسمن شهرت دارد.

## زندگی اولیه
الیسون بری متولد ۲۹ دسامبر ۱۹۸۲ میلادی، در شهر لس آنجلس آمریکا به دنیا آمد. مادر او، «جوآنی»، یهودی است و در یک سازمان غیردولتی مراقبت از کودکان کارمیکند و پدرش «چارلز» یک موسیقیدان و خبرنگار مستقل هلندی-اسکاتلندی است که تبار ایرلندی نیز دارد.
الیسون دارای یک خواهر به نام «لورن» است.

## حرفه
وی در سال ۲۰۰۶ در سریال تلویزیونی هانا مونتانا در کنار مایلی سایروس و امیلی آسمنت ایفای نقش کرد. این مجموعه تلویزیونی از سال ۲۰۰۷ تا ۲۰۱۰ نامزد دریافت جایزه امی برای برنامه‌های تلویزیونی سر شب شده بود.

وی در سریال درام بعدی خود به نام مد من نقش «ترودی کمپل» را ایفا کرد. این سریال در پنج فصل ساخته شده و فصل ششم آن هم در ۲۰۱۳ میلادی در حال ساخت هست. مد من برنده‌ی چهار جایزه اِمی شده‌است.

الیسون در فیلم ترسناک آمریکایی جیغ ۴ محصول ۲۰۱۱ در کنار اما رابرتز و کورتنی کاکس و دیوید آرکوات بازی کرده و نامزد دریافت جایزه امی برای برنامه‌های تلویزیونی سر شب شده‌است. ایشان در سال ۲۰۱۵ در فیلم سرسخت شدن بازی کرده‌اند.

در سال ۲۰۱۶ نیز وی در فیلم کمدی یک شغل پیدا کن نقش تانیا را ایفا کرده‌است.
او همچنین در فیلم خواب‌پریشی، دختر اسبی و مرد خانواده بازی کرده‌است.